# 多項式函数
代数学における多項式函数（たこうしきかんすう、英: polynomial function）は、適当な可換環（多くの場合は可換体）K に係数を持つ多項式に付随して定まる {\displaystyle f\colon x\mapsto a_{n}x^{n}+a_{n-1}x^{n-1}+\cdots +a_{1}x+a_{0}x^{0}} なる形の写像を言う。ただし、n は自然数で、an, an−1, …, a1, a0 は f の係数と呼ばれる K の元である。これはまた、和の ∑
-記法によって f: x ↦ ∑n
r=0 arxr のようにも書かれる。このような写像 f を K に係数を持つ多項式函数と呼ぶ。
ここでは定義を複雑にしないために多項式函数の定義域および終域 L については特に限定しないが、事実として L は K 上の単位的結合多元環の構造を持てば十分である。つまりそのような構造は多項式函数の定義に現れるすべての演算を持っている:
- 環 K の内部演算（フランス語版）としての加法および乗法によって、係数同士の和と積ができる。
- 環 K による外部演算（フランス語版）としてのスカラー乗法によって、K の元を L の元に掛けることができる。
- L の内部演算としての乗法により、L の元としての x の冪を作ることができる。
- L の内部演算としての加法により、akxk なる形の L の元同士を加えることができる。

実用上は大抵、実変数実数値 (K = L = ℝ) や複素変数複素数値 (K = L = ℂ) となる特別の場合を扱うが、その場合は上記に現れるすべての乗法は一つの同じ演算である。
解析学で多項式函数を扱う場合には、連続性や可微分性などを議論の埒に入れることになるから、専ら実係数 (K = ℝ) あるいは複素係数 (K = ℂ) である。

## 次数
非零多項式函数 f の次数とは ak が零でない最大の自然数 k をいう（ゆえに次数 n ならば an は必ず非零である）。零多項式の次数は −∞ であるものと約束する。
多項式函数の akxk の形の各項は（次数 k の）単項式函数と言う。最高次単項式の係数は先頭係数または最高次係数と呼び、また a0 は定数項係数（零次係数）と呼ぶ。

## 係数の決定
K が無限可換体の場合、K-係数多項式として等しいことと付随する多項式函数として等しいこととは同値である。すなわち、二つの多項式が（同じ次数で同じ係数列を持つという意味で）相等しいための必要十分条件は、それらが多項式函数として相等しいことである。より抽象的に述べれば、多項式 P = ∑
r arXr ∈ K[X] に付随する多項式函数 : x ↦ ∑
r arxr ∈ KK へ写す多元環準同型 P ↦  は単射である。この場合には、多項式と多項式函数とを特段区別するには及ばない。
注意すべきは、K が有限体ならばこのような係数の同定はもはや可能でないことである。例えば K が二元体 Z/2Z のとき、多項式 X2 − X に付随する多項式函数は零値函数である。

## 特定の多項式函数
- 零多項式 0（次数 −∞）の定める多項式函数は零函数である。
- 次数 0 の多項式函数を零次函数という。次数 0 の多項式は非零定数多項式ゆえ、零次函数は非零定数函数である。
- 次数 1 の多項式函数は一次函数である。略式では「高々一次」の意味で（つまり定数函数も含めて）「一次函数」と言う場合もある。
- 次数 2 の多項式函数は二次函数という。
- 次数 3 の多項式函数は三次函数という。

例えば多項式函数 f(x) = −7x3 + 2/3x2 − 5x + 3 は三次函数の例で、最高次係数は –7 および定数項は 3 である。

## 多項式函数の重要性
多項式函数がよく用いられるのは、それが和と積だけ（冪は単に反復積の簡便な表記であるに過ぎない）でできた、最も単純な函数であることによる。あるいはまた、次数高々 n の多項式函数の全体が n + 1 階導函数が恒等的に零になる函数の全体に一致するという意味においても、多項式函数は単純である。
数値計算における重要な面として、複雑な函数を多項式近似によって調べることができるかどうかという点が挙げられるが、それが適当な条件下で可能であることを保証する定理がある。そのもっとも重要なものが、任意有限回微分可能函数が局所的に多項式函数であることを述べるテイラーの定理、および有界閉区間上で定義された任意の連続函数がその区間上で一様に望むだけの精度を以って多項式近似できることを述べるヴァイアシュトラスの近似定理である。
多項式函数の商は有理函数と言う。それらは計算機の中央演算装置で実行可能な加法・乗法・除法（と論理演算）だけでできているから、計算機で直接計算できる唯一の函数ということになる。そうでない函数、例えば三角函数や指数・対数函数などは、計算機で評価するために有理函数で近似することが必要になる。変数 x の与えられた値において多項式函数を評価するために、定義通りに多項式を適用したり x の冪を計算したりするのではなく、より効率的なホーナー法を利用することができる。
多数の等間隔に置かれた点における多項式函数の評価が必要な場合、ニュートンの有限差分法は計算量を劇的に下げることができる。チャールズ・バベッジの階差機関は、多数の点における差分法で多項式を評価することによって、巨大な対数表および三角函数表を自動的に作成するために考案された。

## 根
多項式 P(X) の根または零点とは、付随する多項式函数の零点すなわち P(r) = 0 を満たす数 r のことを言う。次数が 1 以上の多項式の根を決定すること、すなわち「代数方程式の求解」は、最も古来からある数学的問題の一つであった。ある種の多項式、例えば P(X) = X2 + 1 は実数の集合の中に根を持たない。根を複素数の集合の中に求めれば、少なくとも一つ（この場合は二つ）求まる。実際、任意の（定数でない）複素係数多項式は少なくとも一つの複素根を持つ（ダランベール–ガウスの定理）。

### 重複度
r が多項式 P(X) の根ならば、多項式 Q(X) で P(X) = (X − r)Q(X) となるものが取れる（これを示すには、P(X) の各単項式 akXk から、X − r が自然に因子になることに注意して、値 akxk を引けば十分である）。ここで Q(r) が非零ならば、r は P(X) の単根 (simple root) と言い、Q(r) が零ならば（さらに X − r が因子として出て）r を P(X) の重根と呼ぶ。
より一般に、多項式 Q(X) と自然数 m が存在して P(X) = (X − r)mQ(X) かつ Q(r) ≠ 0 を満足するならば、r を位数 m の根または重複度 m の根（m-重根）という（Q および m は一意に決まる）。
例えば、多項式 P(X) = X3 − 2X2 + X は P(X) = (X − 1)2X とも書けるから、P のは重複度 2 の根 r = 1 と単根 r = 0 を持つ。

### 多項式の求根
次数 1 または 2 の多項式の根を求めることは、一次または二次方程式の解法として、初等数学において古典的である。次数 4 までの多項式の根の計算は、多項式の係数に四則演算と冪根をとる演算を用いた公式が、16世紀には既に知られていた（カルダノ–タルタリアの解法、フェラリの解法）。
この種の一般公式は、アーベルが1824年に示した通り、次数が 5 以上の多項式に対しては存在しない。この結果は、ガロワにより展開されたより一般の理論にやや先行するものであった。ガロワの一般論は多項式の根の間の関係を詳しく調べることによって得られたものである。
与えられた多項式の実根の近似解を、ニュートン法を用いて求めることができる。あるいはまた複素数の算術を用いるラゲール法はより効率的であり、任意の複素根の位置を知ることができる。これらのアルゴリズムは数値解析において研究される。

## 導函数と原始函数
通常の微分法則に従って、実多項式函数 {\displaystyle f:x\mapsto a_{n}x^{n}+a_{n-1}x^{n-1}+\dotsb +a_{1}x+a_{0}} の微分は多項式函数 {\displaystyle f'(x)=na_{n}x^{n-1}+(n-1)a_{n-1}x^{n-2}+\dotsb +2a_{2}x+a_{1}} で与えられる。この計算の逆として、あるいは通常の積分法則により、f の原始函数は {\displaystyle x\mapsto a_{n}{\frac {x^{n+1}}{n+1}}+a_{n-1}{\frac {x^{n}}{n}}+\ldots +a_{1}{\frac {x^{2}}{2}}+a_{0}x+C}（C は積分定数）なる形の多項式函数で与えられることがわかる。